# 第3回ネバダ映画批評家協会賞
第3回ネバダ映画批評家協会賞は2013年の映画を対象としており、2013年12月20日に発表された。

## 受賞一覧

### 作品賞
- 『それでも夜は明ける』（スティーヴ・マックイーン監督）

### 監督賞
- アルフォンソ・キュアロン - 『ゼロ・グラビティ』

### 主演男優賞
- マシュー・マコノヒー - 『ダラス・バイヤーズクラブ』

### 主演女優賞
- メリル・ストリープ - 『8月の家族たち』

### 助演男優賞
- ジャレッド・レト - 『ダラス・バイヤーズクラブ』

### 助演女優賞
- ジェニファー・ローレンス - 『アメリカン・ハッスル』

### 撮影賞
- エマニュエル・ルベツキ - 『ゼロ・グラビティ』

### アンサンブル演技賞
- 『8月の家族たち』

### 子役賞
- ソフィー・ネリッセ - 『やさしい本泥棒』

### アニメーション映画賞
- 『アナと雪の女王』

### 視覚効果賞
- 『ゼロ・グラビティ』

### 美術賞
- 『ホビット 竜に奪われた王国』